# Хитэн
Хитэн (англ. Hiten, яп. ひてん — «Звёздная дева», изначальное название Muses-A) — первый японский космический зонд (АМС) для исследований Луны.
Запущен 24 января 1990 года. Стал первой АМС, исследовавшей Луну после 14-летнего перерыва (последняя АМС на тот момент — советская Луна-24, 1976 г.).

## Конструкция
АМС имеет цилиндрическую форму 1,4 метра в диаметре и 0,8 м высотой, массой 143 кг.
Малый орбитальный зонд Хагоромо, имеющий форму многогранника, закреплён в верхней части аппарата; его масса 12 кг, 36 см в диаметре.

## Основная миссия
Первоначально зонд предназначался для исследований окололунного пространства и изучения аэродинамического торможения на высокоэллиптической орбите, на которой он мог приблизиться к Луне.
Совершил 10 пролётов Луны, в первый раз, 19 марта 1990, Хитэн выпустил на окололунную орбиту мини-зонд Хагоромо (яп. はごろも, «покрывало ангела»), но радиопередатчик мини-зонда вышел из строя. Основная миссия закончилась 19 марта 1991 года, после торможения в атмосфере Земли.

## Дополнительная миссия
Из-за поломки радиопередатчика осталось неизвестным, достиг Хагоромо своей цели или нет.
Поэтому после окончания основной миссии было решено отправить к Луне саму станцию. 24 апреля 1991 года спутник был переведён с круговой земной орбиты на экспериментальную низкоэнергетическую трансферную орбиту, предложенную американским учёным Эдвардом Белбрано из Лаборатории реактивного движения. Хитэн стал первым спутником на такой орбите. Использование такой орбиты позволило станции Хитэн за три месяца выйти на орбиту Луны. Гомановская траектория позволяла бы сменить орбиту за несколько суток, но требует значительно большей энергетики (примерно на 200 м/с), запасом которой аппарат не обладал.
2 октября 1991 года станция была захвачена Луной и выведена на орбиту, проходящую через точки Лагранжа L4 и L5. 15 февраля 1992 года окончательно переведена на орбиту искусственного спутника Луны (ИСЛ). 10 апреля 1993 года по команде с Земли врезался в Луну.